# Acatzintla
Acatzintla är en ort i Mexiko.   Den ligger i kommunen Chalma och delstaten Veracruz, i den sydöstra delen av landet, 210 km norr om huvudstaden Mexico City. Acatzintla ligger 174 meter över havet och antalet invånare är 339.
Terrängen runt Acatzintla är kuperad åt sydväst, men åt nordost är den platt. Runt Acatzintla är det ganska tätbefolkat, med 248 invånare per kvadratkilometer. Närmaste större samhälle är Huejutla de Reyes, 9,7 km söder om Acatzintla. Omgivningarna runt Acatzintla är en mosaik av jordbruksmark och naturlig växtlighet.